# B-VM i håndbold 1981 (kvinder)
B-Verdensmesterskabet i håndbold for kvinder 1981 var det andet B-VM i håndbold for kvinder, og turneringen blev afviklet i Danmark i perioden 28. november – 6. december 1981 og fungerede som kvalifikation til A-VM året efter for europæiske hold. De 12 deltagende hold spillede om fem ledige pladser ved A-VM.
Mesterskabet blev vundet af Tjekkoslovakiet, som dermed kvalificerede sig til A-VM 1982 sammen med Rumænien, Norge, Bulgarien og Vesttyskland. Danmark endte på 8.-pladsen og kvalificerede sig derfor ikke til det næste A-VM, som dermed blev det andet A-VM i træk uden dansk deltagelse.

## Resultater

### Indledende runde
I den indledende runde var de tolv hold opdelt i to grupper med seks hold. I hver gruppe spillede holdene alle-mod-alle, og herefter gik de direkte videre til placeringskampene.

#### Gruppe A
| Dato   | Kamp                           | Res.  |
| ------ | ------------------------------ | ----- |
| 27.11. | Vesttyskland - Østrig          | 18-14 |
| 27.11. | Tjekkoslovakiet - Frankrig     | 20-15 |
| 27.11. | Danmark - Norge                | 9-10  |
| 29.11. | Vesttyskland - Frankrig        | 18-13 |
| 29.11. | Tjekkoslovakiet - Norge        | 21-20 |
| 29.11. | Danmark - Østrig               | 11-9  |
| 1.12.  | Vesttyskland - Danmark         | 16-12 |
| 1.12.  | Tjekkoslovakiet - Østrig       | 21-17 |
| 1.12.  | Frankrig - Norge               | 10-18 |
| 2.12.  | Tjekkoslovakiet - Danmark      | 14-16 |
| 2.12.  | Vesttyskland - Norge           | 15-17 |
| 2.12.  | Frankrig - Østrig              | 25-23 |
| 4.12.  | Tjekkoslovakiet - Vesttyskland | 20-18 |
| 4.12.  | Danmark - Frankrig             | 26-13 |
| 4.12.  | Norge - Østrig                 | 17-13 |

| Hold            | Kampe | Mål     | Point |
| --------------- | ----- | ------- | ----- |
| Tjekkoslovakiet | 5     | 96-86   | 8     |
| Norge           | 5     | 82-68   | 8     |
| Vesttyskland    | 5     | 85-76   | 6     |
| Danmark         | 5     | 74-62   | 6     |
| Frankrig        | 5     | 076-105 | 2     |
| Østrig          | 5     | 76-92   | 0     |

#### Gruppe B
| Dato   | Kamp                 | Res.  |
| ------ | -------------------- | ----- |
| 27.11. | Polen - Sverige      | 15-15 |
| 27.11. | Rumænien - Spanien   | 28-10 |
| 27.11. | Holland - Bulgarien  | 17-24 |
| 29.11. | Polen - Bulgarien    | 21-23 |
| 29.11. | Rumænien - Sverige   | 18-15 |
| 29.11. | Holland - Spanien    | 17-16 |
| 1.12.  | Polen - Spanien      | 34-12 |
| 1.12.  | Rumænien - Holland   | 30-13 |
| 1.12.  | Sverige - Bulgarien  | 17-17 |
| 2.12.  | Polen - Holland      | 23-14 |
| 2.12.  | Rumænien - Bulgarien | 21-19 |
| 2.12.  | Sverige - Spanien    | 18-13 |
| 4.12.  | Polen - Rumænien     | 28-19 |
| 4.12.  | Holland - Sverige    | 17-23 |
| 4.12.  | Bugarien - Spanien   | 23-10 |

| Hold      | Kampe | Mål     | Point |
| --------- | ----- | ------- | ----- |
| Rumænien  | 5     | 116-850 | 8     |
| Bulgarien | 5     | 106-860 | 7     |
| Polen     | 5     | 121-830 | 7     |
| Sverige   | 5     | 88-80   | 6     |
| Holland   | 5     | 078-116 | 2     |
| Spanien   | 5     | 061-120 | 0     |

### Placeringskampe
| Dato                | Kamp                       | Res.  |
| ------------------- | -------------------------- | ----- |
| Kamp om 11.-pladsen |                            |       |
| 5.12.               | Østrig - Spanien           | 24-22 |
| Kamp om 9.-pladsen  |                            |       |
| ?.12.               | Holland - Frankrig         | 25-15 |
| Kamp om 7.-pladsen  |                            |       |
| ?.12.               | Sverige - Danmark          | 21-19 |
| Kamp om 5.-pladsen  |                            |       |
| ?.12.               | Vesttyskland - Polen       | 26-21 |
| Bronzekamp          |                            |       |
| 5.12.               | Norge - Bulgarien          | 22-21 |
| Finale              |                            |       |
| 6.12.               | Tjekkoslovakiet - Rumænien | 21-20 |

| B-VM 1981 | B-VM 1981       |
| --------- | --------------- |
| Guld      | Tjekkoslovakiet |
| Sølv      | Rumænien        |
| Bronze    | Norge           |
| 4.        | Bulgarien       |
| 5.        | Vesttyskland    |
| 6.        | Polen           |
| 7.        | Sverige         |
| 8.        | Danmark         |
| 9.        | Holland         |
| 10.       | Frankrig        |
| 11.       | Østrig          |
| 12.       | Spanien         |

## Kvalifikation
Slutrunden i Danmark havde deltagelse af 12 hold, men der var 14 tilmeldte hold til mesterskabet. De ti af holdene var automatisk kvalificeret til slutrunden, mens de sidste fire hold spillede om de sidste to ledige pladser. Holdene blev sammensat i to playoff-opgør, der blev afviklet i maj 1981 over to kampe (ude og hjemme), og de to samlede vindere gik videre til slutrunden.
| Dato   | Dato   | Hjemmehold i 1. kamp | Hjemmehold i 2. kamp | Resultat | Resultat | Resultat |
| 1.kamp | 2.kamp | Hjemmehold i 1. kamp | Hjemmehold i 2. kamp | Samlet   | 1.kamp   | 2.kamp   |
| ------ | ------ | -------------------- | -------------------- | -------- | -------- | -------- |
| 17.5.  | 31.5.  | Italien              | Spanien              | 16–32    | 9-16     | 7-16     |
| 1.5.   | 16.5.  | Schweiz              | Østrig               | 22–28    | 14-15    | 8-13     |

Dermed kvalificerede Spanien og Østrig sig til B-VM i Danmark.